# Гуфас, Арманто
Арманто Гуфас (греч. Αρμάντο Γκούφας; 2 февраля 1995) — греческий и никарагуанский футболист, нападающий. Выступал за сборную Никарагуа.

## Биография

### Клубная карьера
Родился в Афинах в греко-никарауанской семье. Воспитанник клуба «АЕ Мосхату». Профессиональную карьеру начинал во второй лиге Греции, в командах «Панегиалиос» и «Аполлон Смирнис». Почти всю дальнейшую карьеру провёл в клубах низших лиг Греции. В 2021 году выступал в Никарагуа за клуб «Реал Эстели».

### Карьера в сборной
Активно вызывался в сборную Никарагуа с марта по ноябрь 2019 года. 3 марта, в дебютном товарищеском матче против Боливии (2:2), отметился забитым голом. В июне принял участие во всех трёх матчах групповой стадии Золотого кубка КОНКАКАФ 2019, на котором сборная не набрала ни одного очка.